# The Tender Hearted Boy
The Tender Hearted Boy è un cortometraggio muto del 1913 diretto da D.W. Griffith. Lionel Barrymore firma la sceneggiatura del film.

## Produzione
Il film fu prodotto dalla Biograph Company. Venne girato a Long Island 

## Distribuzione
Distribuito dalla General Film Company, il film - un cortometraggio di una bobina - uscì nelle sale cinematografiche statunitensi il 23 gennaio 1913.